# Atoconeura kenya
Atoconeura kenya är en trollsländeart som beskrevs av Cynthia Longfield 1953. Atoconeura kenya ingår i släktet Atoconeura och familjen segeltrollsländor. IUCN kategoriserar arten globalt som livskraftig. Inga underarter finns listade i Catalogue of Life.